# 吉原殿中

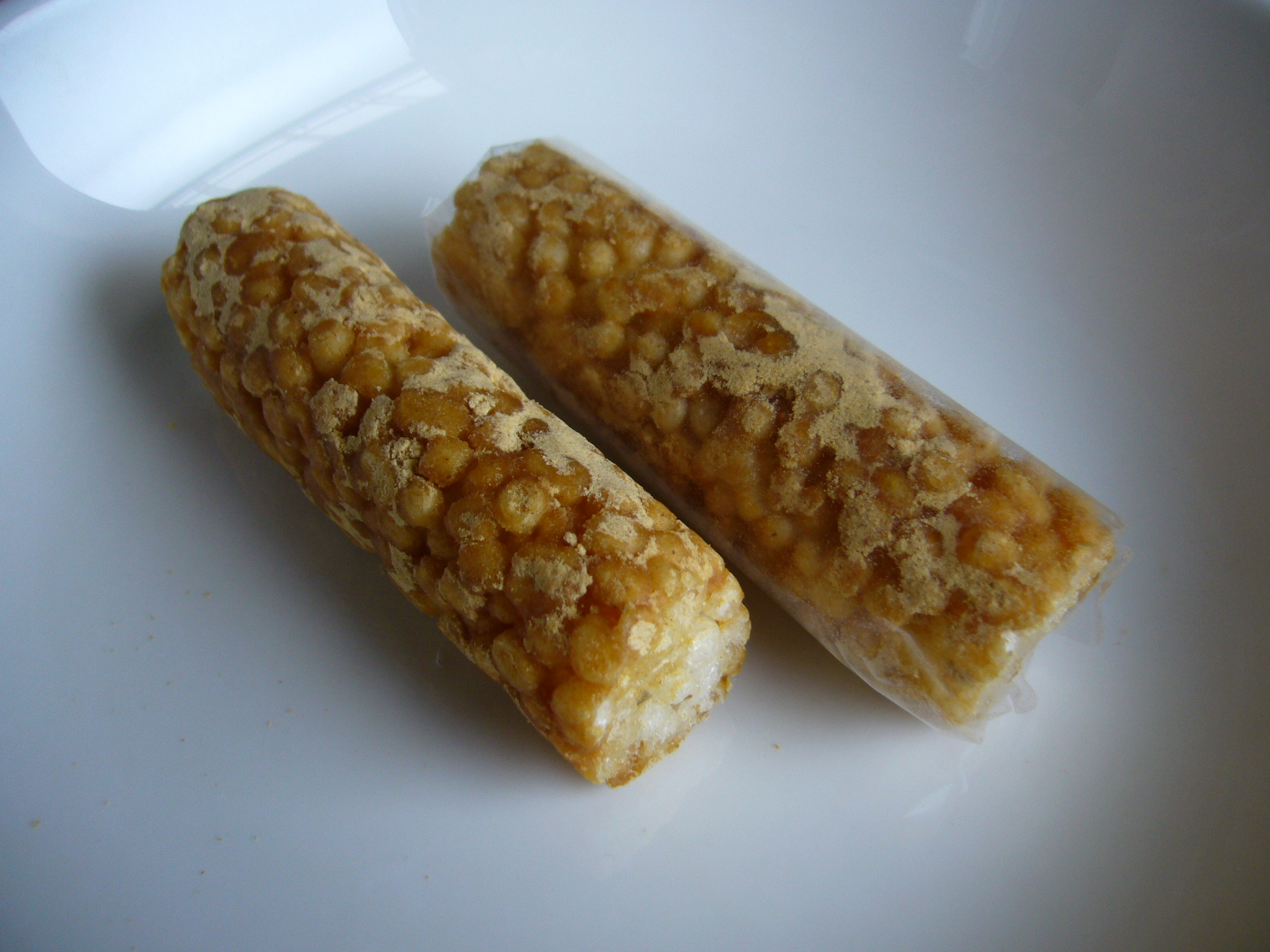
吉原殿中

吉原殿中（よしわらでんちゅう）は、もち米から作られる和菓子。水戸の銘菓として知られる。
もち米から作ったあられを水飴で固め丸い棒のようにして、きな粉をまぶした菓子。オブラートでくるまれている。
吉原殿中の名称の言われは、江戸時代、水戸藩9代藩主・徳川斉昭の時代に奥女中の吉原が残ったごはん粒を乾燥させ焼いてきな粉をまぶして作ったのが始まりとされている。
埼玉の五家宝は水戸の吉原殿中が由来になっているとも言われている。また、埼玉の五家宝と比較して吉原殿中の方が大きい（長さが8cm程ある）。
商標は、1963年（昭和38年）10月7日に水戸菓子工業協同組合が出願、1965年（昭和40年）1月14日に登録された、登録商標（第664129号）である。同組合に加盟する企業および菓子店（井熊総本家、亀印製菓、あさ川製菓、菓舗もとや、吉田屋、前田屋製菓）のみが使用することができる。
商標名使用料にて承諾受けている郡司製菓も使用できる。